# Pierre Coton

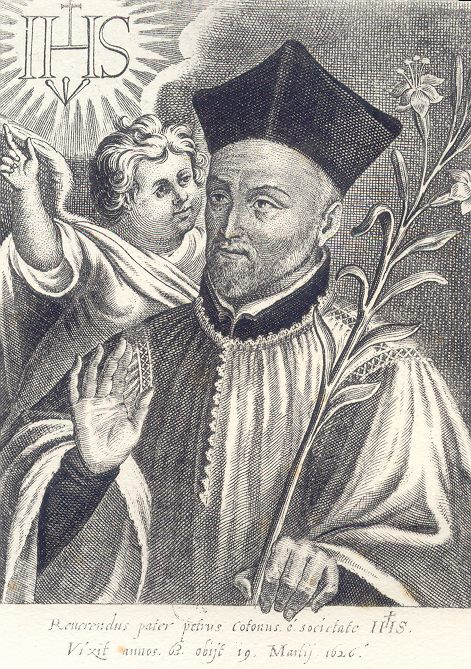
Un'immagine di Pierre Coton

Pierre Coton (Néronde, 1564 – Parigi, 19 marzo 1626) è stato un gesuita e letterato francese.

## Biografia
Proveniente da una famiglia nobile, entrò nel 1583 nella Compagnia di Gesù nonostante l'opposizione della famiglia e compì gli studi ecclesiastici a Roma e a Lione, dove nel marzo 1591 fu ordinato presbitero.
Si diede poi alla predicazione e insegnò ad Avignone. Dal 1598 al 1601 percorse il Sud della Francia, dove vi erano numerosi ugonotti, e cercò di convertirli con la predicazione. La sua grande eloquenza mieté successi e si mise in luce, tanto da ottenere il titolo di predicatore del re. Fu chiamato a Corte da François de Bonne de Lesdiguières, connestabile di Francia, di cui aveva ricondotto la figlia al cattolicesimo.
Il re convocò il Coton e, convinto dalla sua eloquenza, nel 1608 lo nominò suo confessore e gli affidò l'educazione del delfino Luigi XIII. Il re avrebbe voluto nominarlo arcivescovo di Arles. Fedele allo spirito della Compagnia di Gesù, Coton rifiutò la nomina. Dopo l'assassinio di Enrico IV nel 1610, il Coton fu confessore di Luigi XIII, fino al 1617, quando fu cacciato dalla Corte dopo la morte di Concino Concini, che segnò la sua disgrazia.
Nel 1620 divenne rettore del collegio di Bordeaux.
Nel 1622 divenne padre provinciale dei Gesuiti, per la provincia di Aquitania; nel 1625 ebbe lo stesso incarico per la provincia di Francia, fino alla morte, avvenuta il 19 marzo 1626.

## Opere
- Trattato del Sacrifizio della Messa;
- Ginevra Plagiaria;
- La ricaduta di Ginevra Plagiaria;
- L'istituzione cattolica;
- Sermoni ed altre opere.